# Vinathela tonkinensis
Espèce
Synonymes
- Liphistius tonkinensis Bristowe, 1933

Vinathela tonkinensis est une espèce d'araignées mésothèles de la famille des Liphistiidae.

## Distribution
Cette espèce est endémique de la province de Bắc Giang au Viêt Nam,. Elle se rencontre vers Lục Nam.

## Description
Le mâle holotype mesure 18 mm.

## Systématique et taxinomie
Cette espèce a été décrite sous le protonyme Liphistius tonkinensis par Bristowe en 1933. Elle est placée dans le genre Heptathela par Haupt en 1983; dans le genre Vinathela par Ono en 2000, dans le genre Nanthela par Haupt en 2003, dans le genre Heptathela par Schwendinger et Ono en 2011 puis dans le genre Vinathela par Xu, Liu, Chen, Ono, Li et Kuntner en 2015.

## Étymologie
Son nom d'espèce, composé de tonkin et du suffixe latin -ensis, « qui vit dans, qui habite », lui a été donné en référence au lieu de sa découverte, le Tonkin.

## Publication originale
- Bristowe, 1933 : « The liphistiid spiders. With an appendix on their internal anatomy by J. Millot. » Proceedings of the Zoological Society of London, vol. 103, p. 1016-1057.